# جارتزیلیانا
جارتزیلیانا (به ایتالیایی: Garzigliana) یک کومونه در ایتالیا است که در استان تورین واقع شده‌است.

## خصوصیات
جارتزیلیانا ۷٫۴ کیلومترمربع مساحت و ۵۵۶ نفر جمعیت دارد و ۳۱۴ متر بالاتر از سطح دریا واقع شده‌است.